# 圆叶鸡眼草
圆叶鸡眼草（学名：Kummerowia stipulacea）为豆科鸡眼草属下的一个种。